# Lannapsyche bachoi
Lannapsyche bachoi är en nattsländeart som beskrevs av Malicky 1995. Lannapsyche bachoi ingår i släktet Lannapsyche och familjen böjrörsnattsländor. Inga underarter finns listade i Catalogue of Life.